# Roswitha Juffinger
Roswitha Juffinger (* 3. Jänner 1948 in Salzburg) ist eine österreichische Kunsthistorikerin und Übersetzerin.

## Leben
Juffinger studierte Kunstgeschichte und Portugiesisch an der Universität Wien. 1972 promovierte sie in Kunstgeschichte bei Otto Demus mit der Dissertation Vasco Fernandes. Studien zu seinem Werk, einem portugiesischen Maler des 16. Jahrhunderts, genannt Grão Vasco. Im selben Jahr schloss sie am Institut für Dolmetschausbildung das Portugiesisch-Studium mit der Fachprüfung für Übersetzer aus Portugiesisch ab.
Berufliche Stationen führten sie ans Vienna Music Center (1975–1976), an das Österreichische Kulturinstitut in Rom sowie zur Mitarbeit am Corpus der mittelalterlichen Grabdenkmäler in Rom und Latium (1976–1977). Für die Neuauflage des Salzburger Dehio-Handbuchs katalogisierte sie im Auftrag des Instituts für Österreichische Kunstforschung des Bundesdenkmalamtes von 1978 bis 1981 die Kunstdenkmäler des Pinzgaus, Tennengaus und Flachgaus sowie von Teilen der Stadt Salzburg. Als Mitglied der Sachverständigenkommission zur Altstadterhaltung, der sie 1981 bis 1989 als erste Frau beistand, gab sie den Anstoß, die Landkartengalerie Wolf Dietrich von Raitenaus im Toskanatrakt der alten Salzburger Residenz freizulegen.
Von 1985 bis 2012 war sie Direktorin der Residenzgalerie Salzburg. Dort förderte sie viele wissenschaftliche Karrieren und unterstützte mit der Vergabe von Katalogbeiträgen und Arbeitsverträgen den Eintritt vieler Studierender ins Berufsleben. Außerdem leitete sie 1987 die Salzburger Landesausstellung „Fürsterzbischof Wolf Dietrich von Raitenau“ und forschte ausgiebig zur Sammlungstätigkeit der Erzbischöfe aus dem Haus Thun-Hohenstein.

## Veröffentlichungen  (Auswahl)
- und andere: Dehio Salzburg 1986.
- mit Heinz Dopsch: Virgil von Salzburg. Missionar u. Gelehrter. Internationales Symposium 1984 in der Salzburger Residenz, Amt der Salzburger Landesregierung, Salzburg 1985.
- mit Alfred Mühlbacher-Parzer, Dietrich Fürnkranz: Blumen. Botanische Studien zu Gemälden der Residenzgalerie Salzburg. Ausstellung, Residenzgalerie, Salzburg 1992.
- mit Wolfgang Kos, Erika Mayr-Oehring: Faszination Landschaft. Österreichische Landschaftsmaler des 19. Jahrhunderts auf Reisen. Ausstellung, Residenzgalerie, Salzburg 1995.
- Reich mir die Hand, mein Leben. Einladung zu einem barocken Fest mit Bildern von Johann Georg Platzer und Franz Christoph Janneck. Ausstellung, Residenzgalerie, Salzburg 1996, ISBN 3-901443-03-7.
- mit Johannes Ramharter: Barocke Skulpturen der Residenzgalerie Salzburg. Bestandskatalog. Ausstellung, Residenzgalerie, Salzburg 1999, ISBN 3-901443-11-8.
- mit Rainald Franz, u. a.: Tulpen. Schönheit und Wahn. Ausstellung, Residenzgalerie, Salzburg 2002, ISBN 3-901443-17-7.
- Lilie - Lotus - Lotuslilies: kunst- und kulturhistorische Assoziationen zu zwei Blütenpflanzen. Ausstellung, Residenzgalerie, Salzburg 2005, ISBN 3-901443-24-X.
- Salzburger Landessammlungen 1939 – 1955. Land Salzburg, Salzburg 2007, ISBN 978-3-901443-28-2.
- Erzbischof Guidobald Graf von Thun 1654 – 1668. Ein Bauherr für die Zukunft. Ausstellung, Residenzgalerie, Salzburg 2008, ISBN 978-3-901443-32-9.
- Residenzgalerie Salzburg. Gesamtverzeichnis der Gemälde. Salzburg 2010, Band 1, ISBN 978-3-901443-35-0; Band 2
- Roswitha Juffinger (Hrsg.): Zentrum der Macht. Die Salzburger Residenz 1668-1803. Residenzgalerie Salzburg, Salzburg 2011, ISBN 978-3-901443-37-4.